# Madalin (Silésie)
Pour les articles homonymes, voir Madalin.
Madalin est une localité polonaise de la gmina de Rędziny, située dans le powiat de Częstochowa en voïvodie de Silésie.